# Gouden operettetijdperk
Het Gouden operettetijdperk (Duits: Goldene Operettenära) is de periode in de operettegeschiedenis tussen circa 1860 en 1900.
De kwalificering als gouden tijdperk begon tijdens van de Alt-Wien-mode (nostalgie naar het oude Wenen), ongeveer toen Erich Wolfgang Korngold in 1923 de operette Eine Nacht in Venedig van Johann Strauss jr. bewerkte. Het tijdperk werd gevolgd door het Zilveren operettetijdperk (circa 1900 tot 1920), waarna de interesse voor de operette terugliep door de opkomst van het amusementstheater als de revue en speelfilms in de jaren twintig.
Tot de grote namen uit het tijdperk worden componisten gerekend als Johann Strauss jr. (1825-1899) - met bijvoorbeeld Die Fledermaus -, Carl Zeller (1842-1898), Franz von Suppé (1819-1995) en Karl Millöcker (1842-1899).